# Cafatos pöfeteg
A cafatos pöfeteg (Lycoperdon mammiforme) a csiperkefélék családjába tartozó, Európában honos, lombos erdőkben élő, védett gombafaj. 

## Megjelenése
A cafatos pöfeteg termőteste 3-6 cm magas, 3-5 cm átmérőjű, gömbölyű vagy körte alakú, tönkrésze kicsi. Felszíne táblás, pelyhes, nagy maradványokból álló külső réteggel; ezek a pelyhek idővel lekophatnak. Színe fiatalon enyhén rózsaszínes árnyalatú fehér, a tönkrésze világosabb; idősen megbarnul, szemcsés felületű lesz.
A termőréteg (tráma) a termőtest belsejében található. Húsa (gleba) fiatalon fehér és tömör, később megpuhul, sárgásolívás, majd barna lesz; a meddő tönkrészben sokáig fehér marad. Szaga és íze nem jellegzetes. A spórák érésekor a termőtest csúcsán lyuk keletkezik, itt "pöfögnek" ki a spórák. 
Spórapora csokoládébarna. Spórái gömbölyőek, aprótüskés felszínűek, méretük 3,5-4,5 µm.

### Hasonló fajok
Táblás-pelyhes felszíne miatt jól azonosítható, esetleg a bimbós pöfeteggel téveszthető össze. 

## Elterjedése és termőhelye
Európában honos, de inkább nyugaton, pl. Franciaországban gyakori. Magyarországon ritka. 
Meszes talajú lomberdőkben nő. Júliustól októberig terem. 
Fiatalon ehető. Magyarországon védett, természetvédelmi értéke 10 000 Ft.   

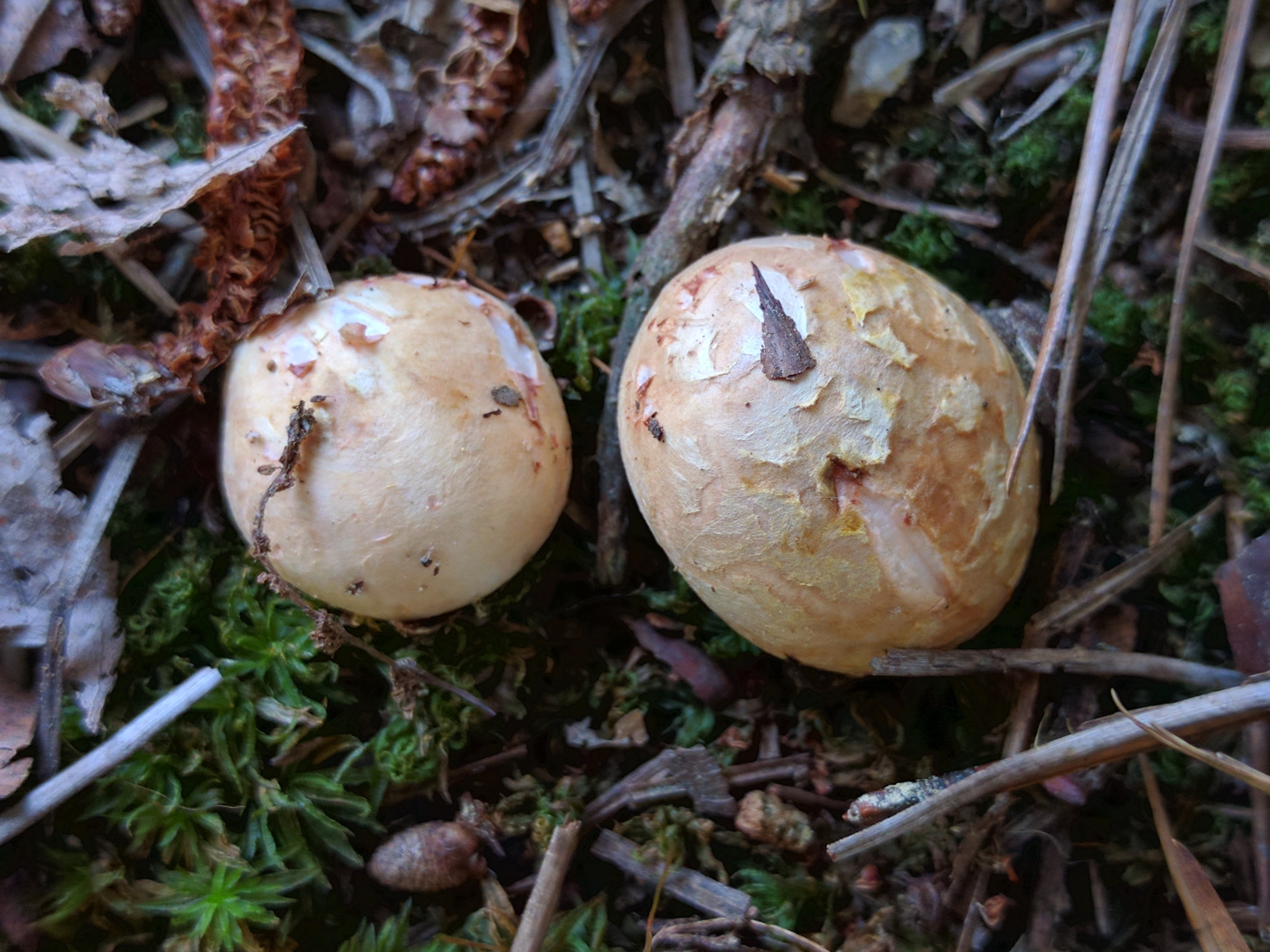
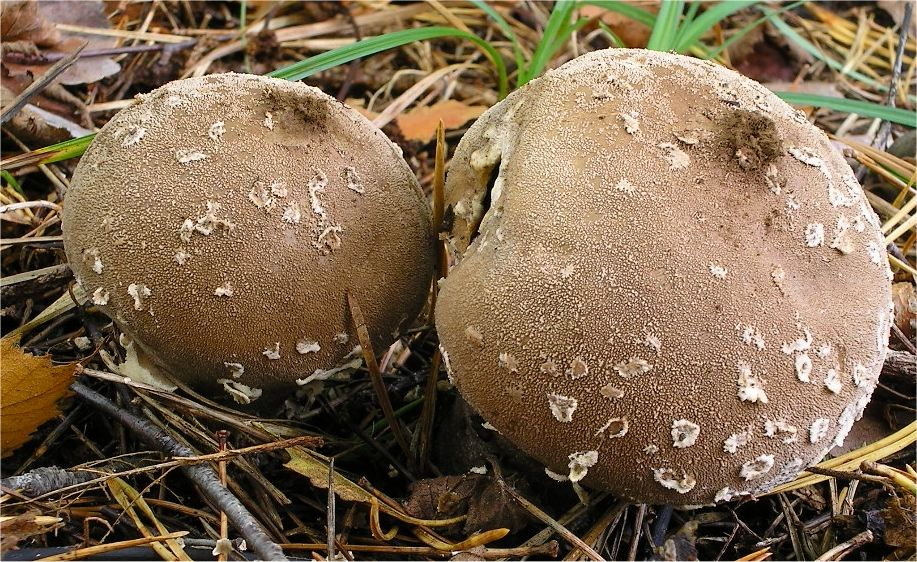
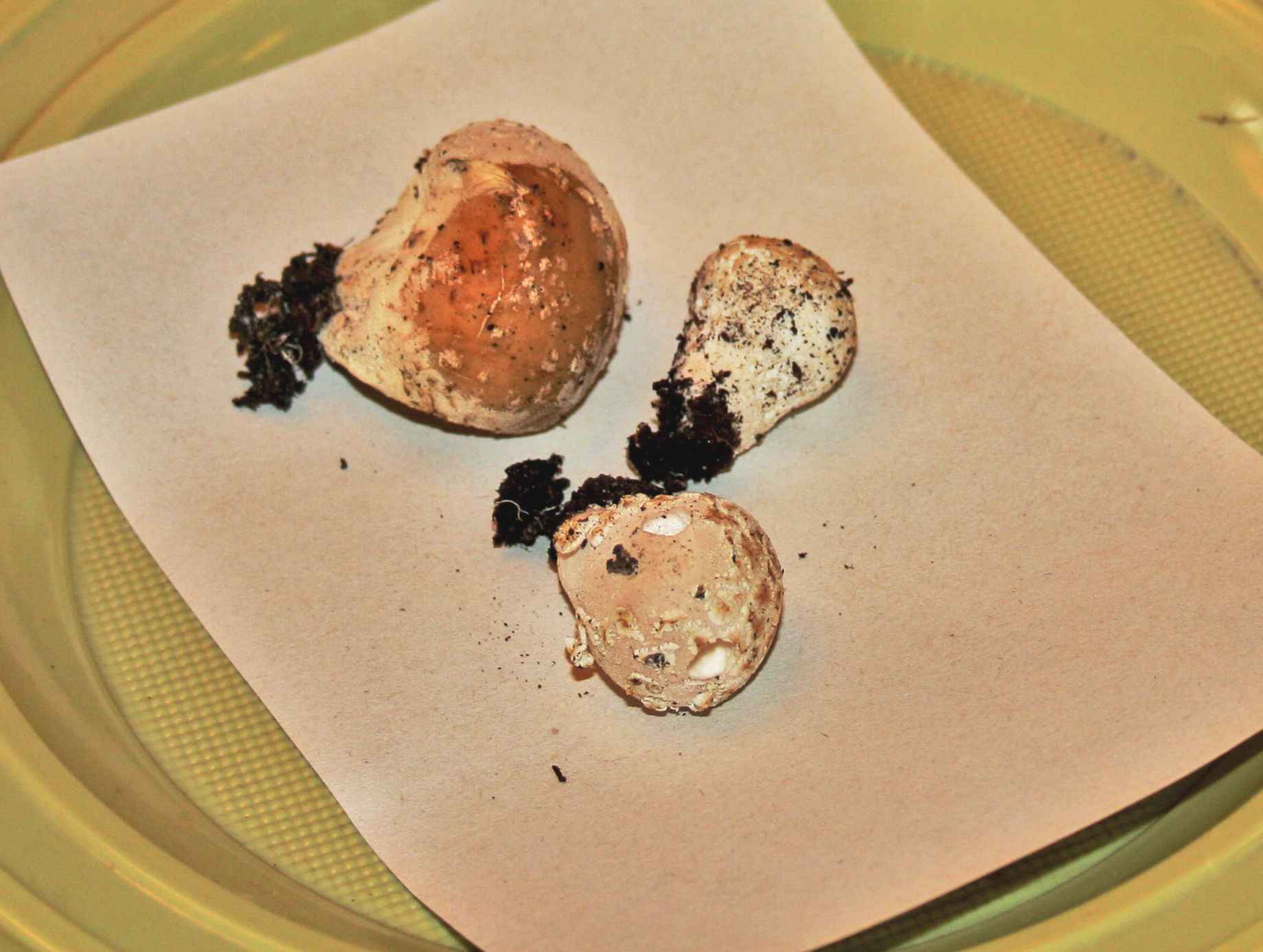